# Vliegtuigongeluk bij Thule (1968)
Het vliegtuigongeluk bij Thule, ook bekend als het Thule-incident, vond plaats op 21 januari 1968 toen er brand aan boord uitbrak van een bommenwerper van het type B52 van de Amerikaanse luchtmacht van de Amerikaanse basis Thule Air Base in Groenland. Initieel probeerde de bemanning een noodlanding te maken, echter toen de situatie aan boord ondraaglijk werd verlieten 6 bemanningsleden per schietstoel het vliegtuig. Eén bemanningslid kwam om het leven omdat hij geen beschikking had over een schietstoel.
Het vliegtuig stortte later neer met 4 nucleaire raketten (H-bommen) aan boord.  Drie van de kernwapens werden geborgen, één is nooit gevonden, met als gevolg radioactieve besmetting van een groot gebied.

## Afbeeldingen

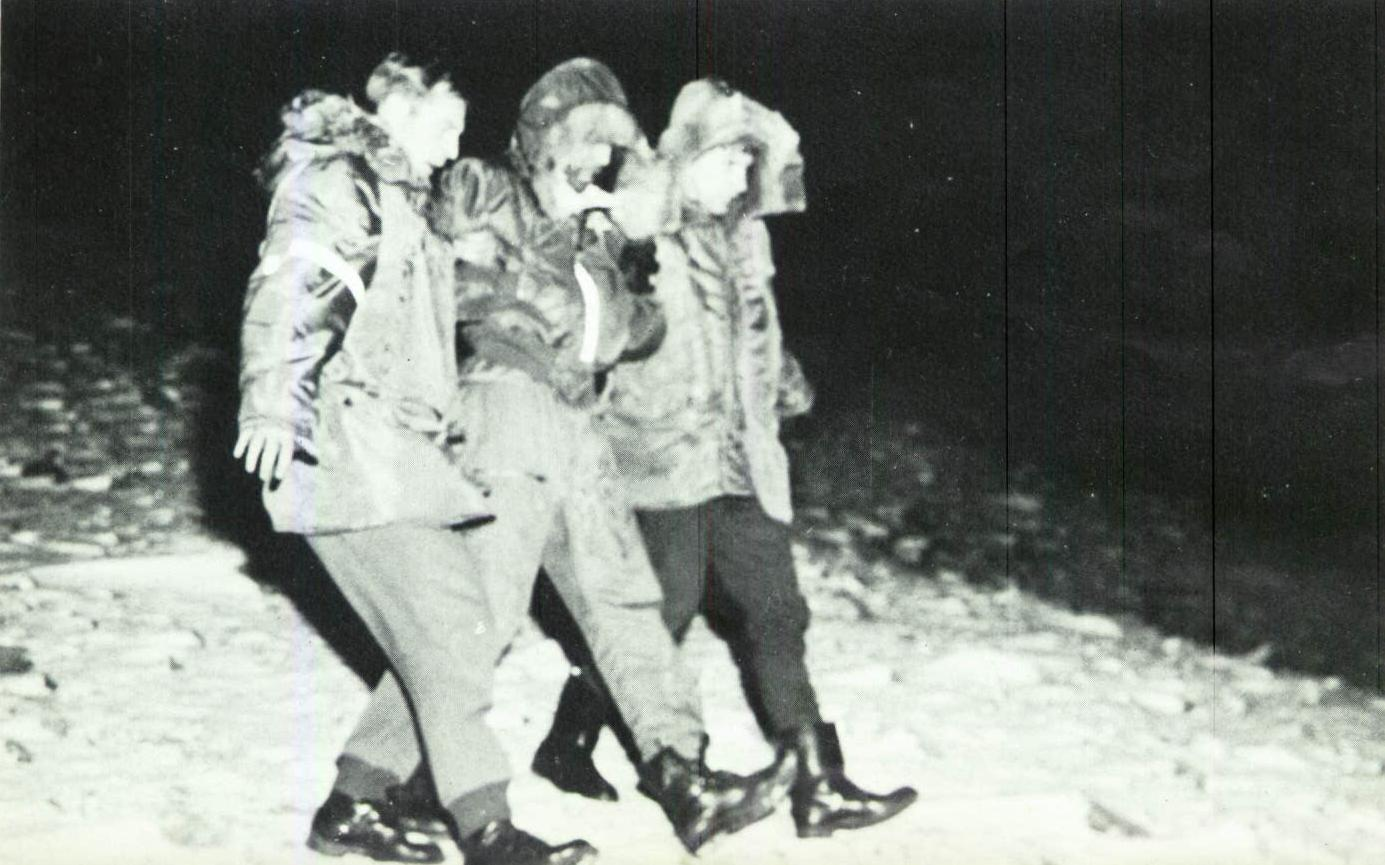
Bemanningslid Calvin Snapp wordt gered nadat hij zijn schietstoel heeft gebruikt.
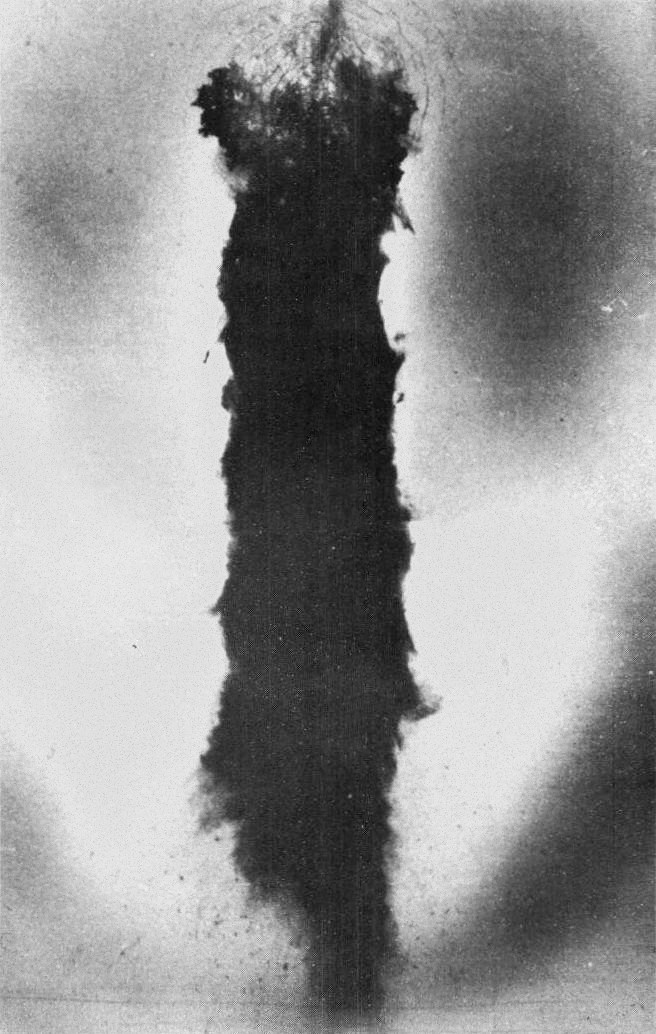
Luchtfoto van de crashsite. Een spoor van zwart ijs met bovenaan de plaats waar het vliegtuig neerkwam.
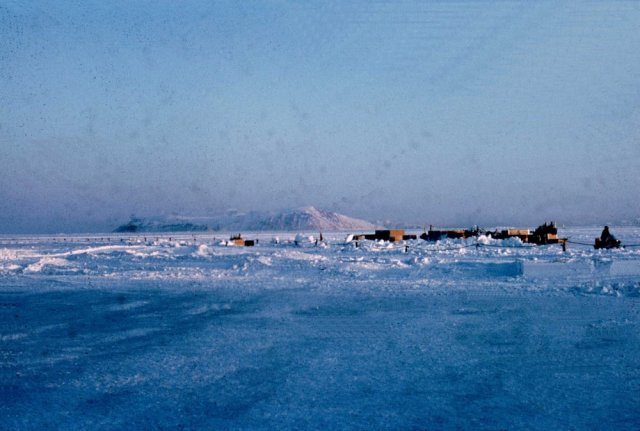
Camp Hunziker dat werd gebouwd op locatie.
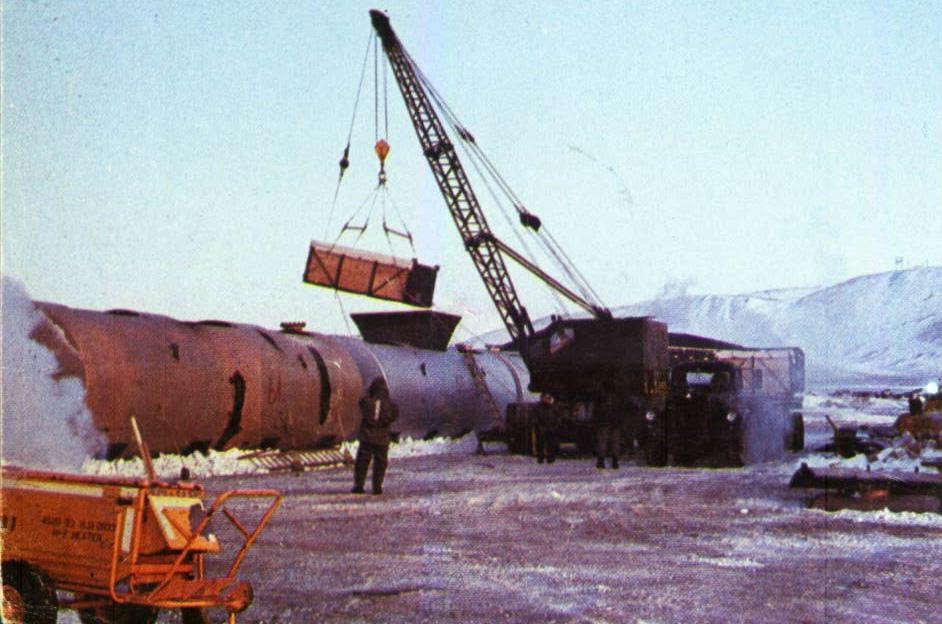
Vervuild ijs wordt afgevoerd tijdens Project Crested Ice.
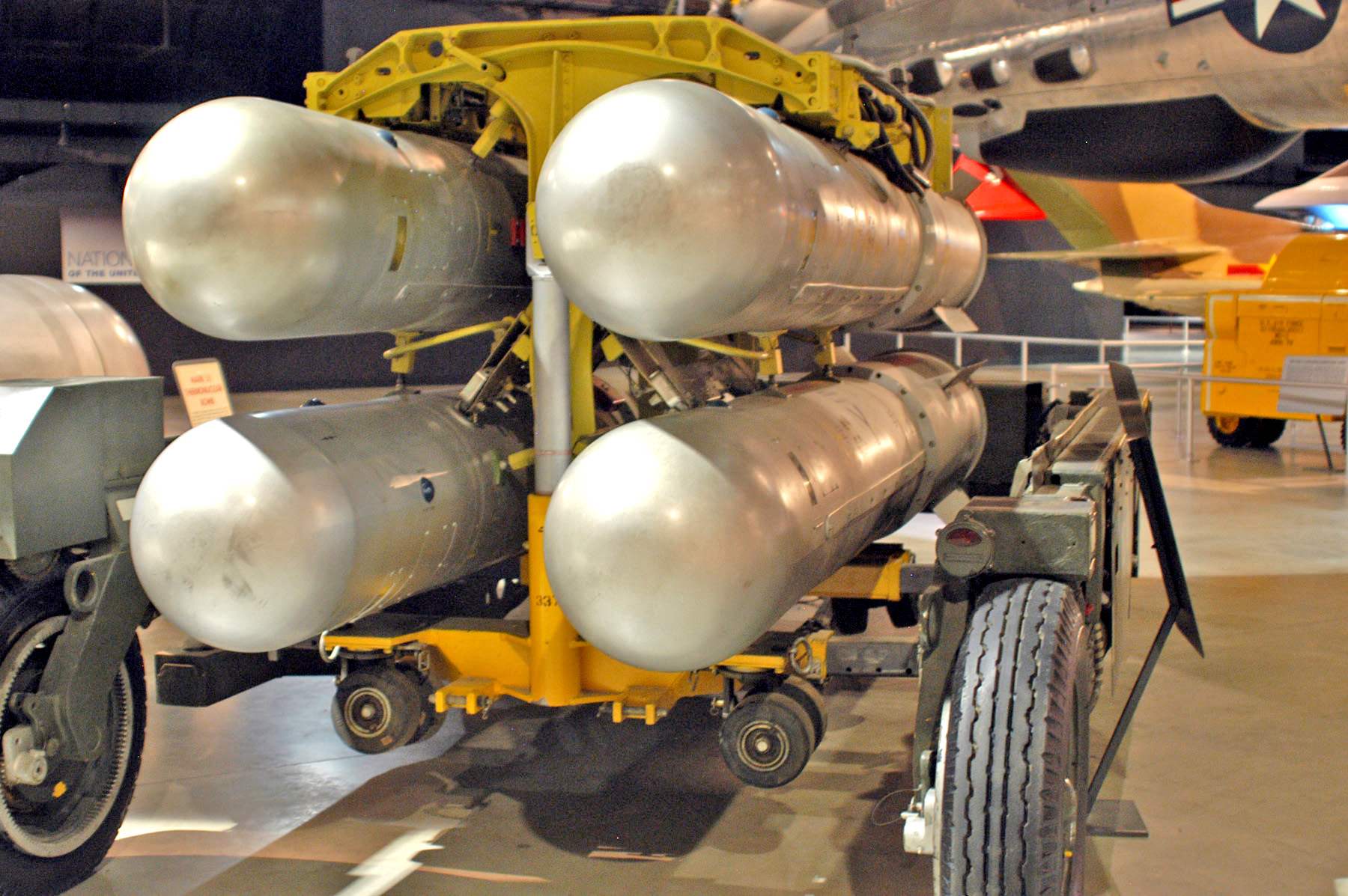
Mk-28 thermonucleaire bommen zoals betrokken waren bij het ongeluk.